# Toma Tomov
Toma Khristov Tomov (Тома Христян Томов, né le 21 mai 1958 à Inzovo, Yambol) est un athlète bulgare, spécialiste du 400 mètres haies.
Il termine 4e des Championnats d'Europe de 1986 et remporte trois médailles d'or lors des Jeux balkaniques, en 1984, 1985 et 1986. Il est médaille de bronze lors des Jeux du boycott olympique de 1984. Son meilleur temps est de 48 s 48, record national.